# Entrevista diagnòstica d'autisme revisada
L'entrevista diagnòstica d'autisme revisada (en anglès, Autism Diagnostic Interview-Revised, ADI-R) és una entrevista estructurada realitzada amb els pares de persones que han estat referides per a l'avaluació de possibles trastorns de l'autisme o de l'espectre autista. L'entrevista, utilitzada per investigadors i clínics durant dècades, es pot utilitzar amb finalitats diagnòstiques per a persones amb una edat mental d'almenys 18 mesos, i mesura el comportament en els àmbits d'interacció social, comunicació i llenguatge, i patrons de comportament.

## Història
L'ADI-R va ser escrit per Michael Rutter (MD FRS), Ann LeCouteur (MBBS) i Catherine Lord (PhD), i publicat per la Western Psychological Services (WPS) el 2003.
La versió original de l'Entrevista de diagnòstic d'autisme (Autism Diagnostic Interview, ADI), escrita el 1989, es va utilitzar principalment per a finalitats de recerca. L'ADI es va desenvolupar en resposta a quatre desenvolupaments importants en el camp del diagnòstic de l'autisme que van provocar la necessitat d'eines diagnòstiques actualitzades. Aquests desenvolupaments van incloure millores en els criteris diagnòstics, la necessitat de diferenciar l'autisme i altres trastorns del desenvolupament que semblen semblants a principis de la vida i el desig, en l'àmbit de la psicologia, d'instruments de diagnòstic estandarditzats. L'ADI original podria ser utilitzat en individus amb una edat cronològica d'almenys cinc anys i una edat mental d'almenys dos anys, però el trastorn de l'espectre autista sol diagnosticar-se molt abans d'aquesta edat.
Aquesta recerca va portar a Rutter, LeCouteur i Lord a revisar l'ADI el 1994, de manera que es pogués utilitzar per determinar un diagnòstic en individus amb una edat mental d'almenys 18 mesos. Això permetria als clínics utilitzar l'entrevista per diferenciar l'autisme d'altres trastorns que poden aparèixer a la primera infància. Els objectius principals dels autors la revisió de l'ADI van fer que l'entrevista fos més eficient, més curta i més apropiada per als nens més petits. La majoria de les revisions fetes van ser en l'organització de l'entrevista. Les preguntes es van dividir en cinc apartats diferents i el comportament primerenc i actual es va consolidar a cada secció. La recerca va conduir a algunes modificacions de preguntes específiques d'entrevista. Les modificacions incloses en la formulació d'algunes preguntes se centren més en els aspectes específics de l'autisme dels comportaments i fan que les altres preguntes siguin més generalitzades per millorar l'eficiència. A més, es van afegir algunes preguntes addicionals a l'entrevista, incloses preguntes més específiques sobre l'edat quan es van iniciar els comportaments anormals. Es van eliminar altres elements irrellevants per tal d'augmentar la capacitat de la entrevista per diagnosticar l'autisme a una edat més primerenca. Aquestes revisions de preguntes també van portar als autors a revisar l'algoritme de puntuació i les puntuacions de tall, ja que hi va haver més preguntes afegides a algunes seccions.

## Estructura
L'entrevista és útil per diagnosticar l'autisme, planificar el tractament i distingir l'autisme d'altres trastorns del desenvolupament. L'entrevista cobreix la història completa del desenvolupament de l'individu referit. Generalment es duu a terme en una oficina, a casa o en un altre entorn tranquil per part d'un psicòleg, i generalment pren una o dues hores. Els entrevistadors plantegen 93 preguntes, que abasten les tres àrees principals de comportament, sobre el comportament actual de l'individu o el comportament en un determinat moment.
L'entrevista es divideix en cinc apartats:
- preguntes obertes,
- preguntes de comunicació,
- desenvolupament social i preguntes de jocs,
- preguntes de comportaments limitats i repetitius,
- preguntes sobre problemes de conducta general.

Com que l'ADI-R és una entrevista basada en un investigador, les preguntes són de caràcter obert i l'investigador pot obtenir tota la informació necessària per determinar una qualificació vàlida per a cada comportament. Per aquest motiu, els pares i els cuidadors solen sentir-se molt còmodes al participar en aquesta entrevista perquè el que ha de dir sobre els seus fills és valorat només per l'entrevistador. A més, participar en aquesta entrevista ajuda als pares a comprendre millor el trastorn de l'espectre autista i els factors que condueixen a un diagnòstic.

### Àrees de contingut
La primera secció de l'entrevista s'utilitza per avaluar la qualitat de la interacció social i inclou preguntes sobre compartir emocions, oferir i buscar confort, el somriure social i respondre a altres nens.
La secció de comportament de la comunicació i el llenguatge investiga les expressions estereotipades, la inversió pronominal, i l'ús social del llenguatge. Les expressions estereotipades són les poques paraules o sons que l'individu utilitza i repeteix amb més freqüència.
La secció d'interessos limitats i conductes repetitives inclou preguntes sobre preocupacions inusuals, moviments de mans i dits, i interessos sensorials inusuals.
Finalment, l'avaluació conté preguntes sobre conductes com l'autolesió, l'agressió i sobre l'activitat que ajudarien a desenvolupar plans de tractament.

## Puntuació
Un cop finalitzada l'entrevista, l'entrevistador calcula la puntuació total a partir de la puntuació de cada pregunta, basada en la seva avaluació de la resposta del subjecte.

### Escala de puntuació
- 0: El comportament del tipus especificat en la codificació no està present.
- 1: El comportament del tipus especificat es presenta en una forma anormal, però no és suficientment greu o freqüent per complir els criteris per a 2.
- 2: Comportament anormal definit.
- 3: Severitat extrema del comportament especificat.
- 7: Anomalia definida a l'àrea general de la codificació, però no del tipus especificat.
- 8: No aplicable.
- 9: Desconegut o no preguntat.

### Algorisme
Es calcula una puntuació total per a cada una de les àrees de contingut de l'entrevista. Quan s'aplica l'algorisme, una puntuació de 3 o 2 i una puntuació de 7, 8 o 9 es redueix a 0 perquè aquestes puntuacions no indiquen comportaments autistes i, per tant, no s'han d'incloure en els totals. Per crear l'algoritme per al diagnòstic, els entrevistadors escullen preguntes de l'entrevista més relacionades amb els criteris de diagnòstic del trastorn de l'espectre autista al DSM-IV i al CIM-10.
S'indica un diagnòstic d'autisme quan les puntuacions de les tres àrees de comportament es compleixen o superen les puntuacions mínimes de tall especificades. Aquestes puntuacions de tall es van determinar utilitzant els resultats de molts anys d'investigació àmpliament revisats.

### Puntuacions de tall
- Interacció social: 10
- Comunicació i llenguatge: 8 (si es verbal) o 7 (si no es verbal)
- Comportaments limitats i repetitius: 3[1]

## Formació
Cal una àmplia formació i coneixement sobre el trastorn de l'espectre autista i l'ADI-R tant per a la realització com per a la puntuació de l'entrevista. L'entrenament generalment triga dos o més mesos a completar segons l'experiència del personal clínic i les seves habilitats per a entrevistar. Hi ha procediments de formació separats basats en si l'ADI-R es durà a terme amb finalitat clínica o de recerca: 
- Tallers clínics: per utilitzar l'instrument amb finalitat clínica, hi ha cursos d'entrenament i tallers d'administració i puntuació. L'ADI-R DVD Training Package ofert per la WPS proporciona la formació en l'ús de l'ADI-R per a finalitats clíniques.[7]
- Formació en recerca: els investigadors han d'assistir a una formació específica en recerca i establir la seva fiabilitat en l'ús de l'ADI-R per utilitzar-lo amb finalitats d'investigació.[6] L'estàndard de pràctica és assistir a un taller personalitzat de formació ADI-R per finalitats de recerca i establir la fiabilitat de la recerca amb els autors o els seus companys. Es pot trobar informació sobre tallers de formació d'investigadors ADI-R, incloent-hi dades i ubicacions actuals, al Centre d'autisme i del desenvolupament del cervell (Center for Autism and the Developing Brain, CADB).[7]

## Instruments relacionats
El qüestionari de comunicació social (Social Communication Questionnaire, SCQ) és un breu qüestionari de 40 preguntes (veritat / fals) realitzat pels pares sobre el comportament del seu fill. És paral·lel al contingut de l'ADI-R i s'utilitza per a un seguiment breu per determinar la necessitat de dur a terme una entrevista ADI-R completa.
El programa d'observació de diagnòstic d'autisme (Autism Diagnostic Observation Schedule, ADOS) és un instrument acompanyant dels mateixos autors principals. Es tracta d'un conjunt semisestructurat d'observacions i es duu a terme en un entorn de consultori una sèrie d'activitats relacionades amb l'individu referit i un psicòleg o un examinador entrenat i amb llicència.

## Fiabilitat
Les preguntes de la versió original de l'ADI que, a través de la recerca, es van trobar que eren poc fiables o no aplicables, es van eliminar quan es va revisar l'entrevista.
La fiabilitat i validesa de l'ADI-R ha estat provada a fons utilitzant la fiabilitat de la concordància, la repetibilitat de la prova i les proves de validació interna. Els resultats d'aquesta investigació han donat lloc a l'acceptació de l'ADI tant entre investigadors com clínics durant dècades. L'ADI-R s'utilitza sovint juntament amb altres instruments relacionats per determinar un diagnòstic d'autisme.
Els autors han publicat resultats psicomètrics que indiquen tant la fiabilitat com la validesa de l'ADI-R. Tant la fiabilitat de la concordància com la coherència interna van ser bones en totes les àrees de comportament investigades en l'entrevista. També es va trobar que l'entrevista tenia una fiabilitat adequada a través del temps. La recerca que comparava els resultats de l'ADI-R de nens autistes i nens amb altres trastorns del desenvolupament va suggerir que les preguntes individuals en l'entrevista eren lleugerament més vàlides quan es discrimina l'autisme a causa del retard mental que l'algorisme en general. No obstant això, una investigació addicional ha permès l'acceptació global de l'algorisme de l'ADI-R.